# Classe Katanpää
Le navi della classe Katanpää sono una serie di tre vascelli contromisure mine realizzati per la marina finlandese da Intermarine. L'ultima unità della classe, il Vahterpää, è stata consegnata il 2 novembre 2016.

## Caratteristiche
Queste unità derivano direttamente dai due cacciamine di classe Lat Ya costruiti nel 1999 per la marina militare thailandese sebbene il loro progetto sia stato perfezionato e adattato alle specifiche esigenze finlandesi.

### Scafo
Realizzato con un nuovo tipo di fibra di vetro specificamente sviluppata per questo progetto, lo scafo delle navi di classe Katanpää è del tipo a monocarena in vetroresina rinforzata, tipico di tutti i cacciamine realizzati da Intermarine, che presenta il vantaggio di essere amagnetico e privo di problemi di corrosione (al contrario degli scafi in acciaio) e di avere una resistenza superiore a quella di un analogo scafo costruito in legno. Le sovrastrutture invece sono state realizzate a "sandwich", con due strati di materiali in fibra di vetro e carbonio racchiudenti un'anima in balsa, e sono state costruite con la tecnica dell'infusione sottovuoto.

### Propulsione
Il sistema propulsivo di queste unità è formato da due motori diesel MTU da 1000 kW, ciascuno dei quali abbinato ad un'elica a cinque pale “Voith Schneider” da 18 pollici (modello GH/135-PP) in grado di assicurare una velocità di crociera superiore ai 13 nodi. Inoltre, per garantire una maggiore precisione di navigazione nei bassi fondali dell'arcipelago finlandese, il sistema di propulsione è stato integrato da due propulsori prodieri intubati Schottel.

### Armamento
Essendo dei cacciamine, l'armamento di queste navi è molto limitato, comprendendo solo un cannone Bofors da 40 mm per autodifesa e la possibilità di sganciare cariche di profondità.

### Sensori
I cacciamine classe Katampää possiedono sensori ed un equipaggiamento di ricerca e neutralizzazione mine di ultima generazione molto completo e versatile su esplicita richiesta della marina finlandese, che vede queste unità come asset polivalenti da utilizzare in base alle necessità contingenti.
Controllati da un sistema integrato a sei consolle (una delle quali è in grado di controllare da remoto anche il cannone da 40 mm) realizzato da Atlas Elektronik vi sono un ecoscandaglio multibanda EM-710 ed un ecoscandaglio TOPAS (Topographic Parametric Sonar) in grado di penetrare gli strati superficiali dei fondali alla ricerca di relitti sepolti.
L'individuazione delle mine è affidata ad un sonar Atlas Elektronik HMS-12M integrato nello scafo e un sonar a scansione laterale Klein Marine 5500 V2 che operano insieme ai due veicoli sottomarini autonomi (Autonomous Underwater Vehicle o AUV) HUGIN 1000 di produzione Kongsberg ed il REMUS 100 di produzione Hydroid. L'AUV HUGIN 1000 è inoltre dotato di una versione più piccola dell'ecoscandaglio EM-710 installato sulle navi, e può quindi essere usato anche come supporto durante la mappatura dei fondali marini.
Una volta individuate, la neutralizzazione delle mine è affidata al sottomarino a comando remoto (remotely operated vehicle o ROV) riutilizzabile DOUBLE EAGLE Mark II realizzato da Saab Underwater System e al sistema di veicoli subacquei “spendibili” SEA FOX I realizzati da Atlas Elektronik.
L'esatta posizione dei veicoli a controllo remoto è costantemente monitorata dalle navi grazie al sistema di posizionamento subacqueo HiPAP 500 di Kongsberg Marine.

## Unità
- Katanpää (40)
- Purunpää (41)
- Vahterpää (42)

Tutte le unità fanno parte della 4ª Squadra contromisure mine basata a Pansio.

## Galleria d'immagini

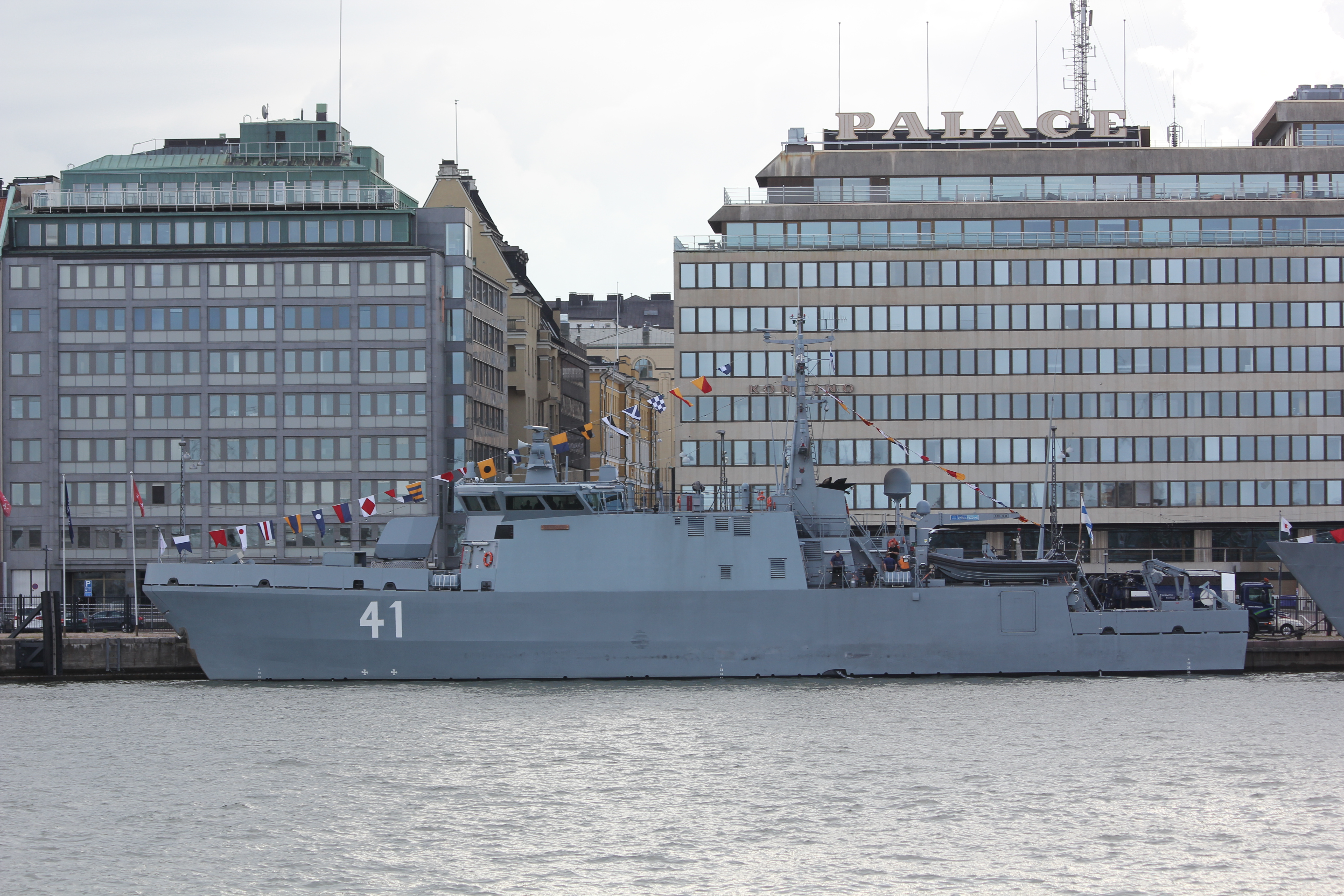
Il cacciamine Purunpää
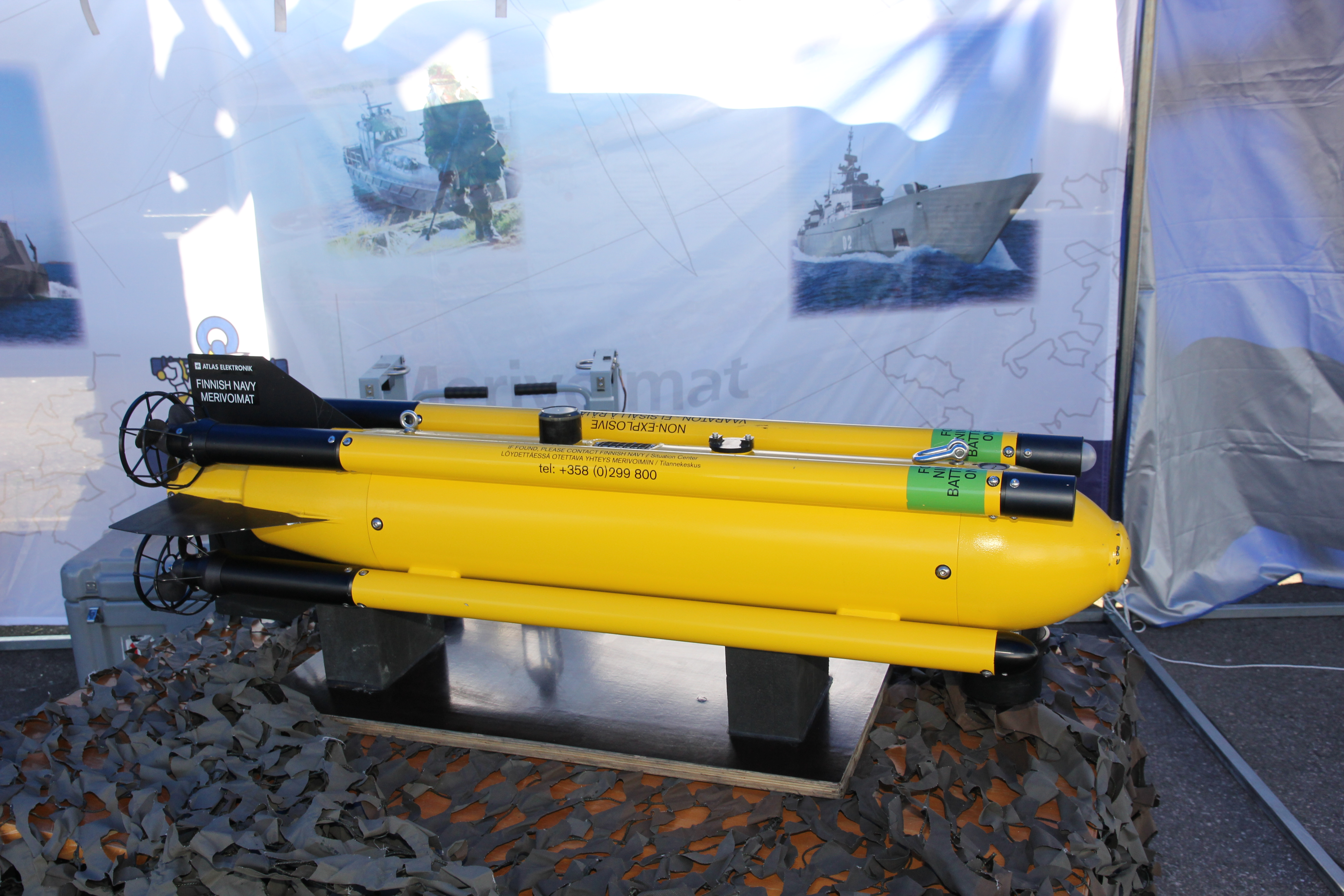
ROV SeaFox I
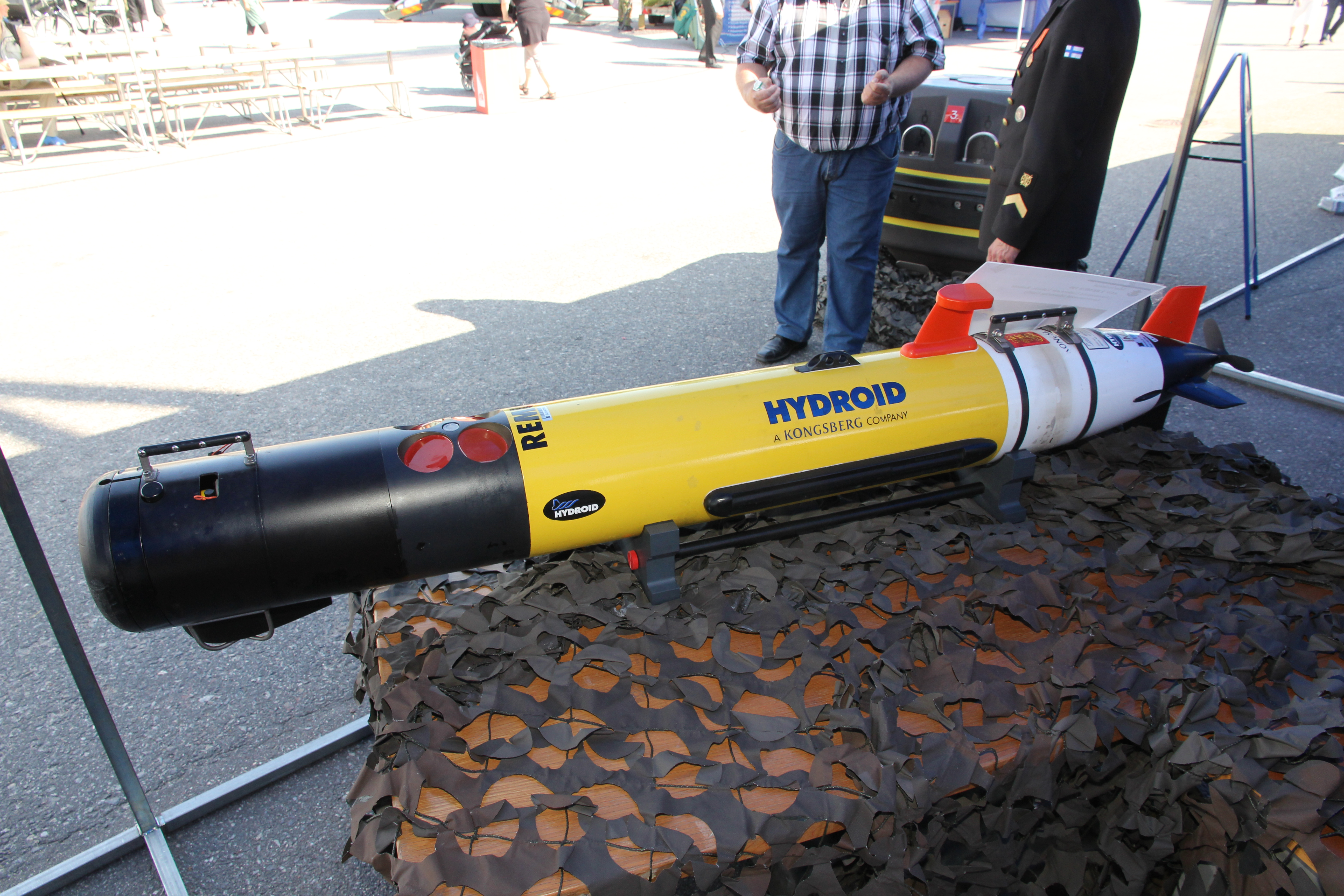
AUV REMUS 100